# ناحیه دنغره
ناحیهٔ دَنغَره (به تاجیکی: Ноҳияи Данғара) یکی از ناحیه‌های اداری ولایت ختلان است که در جنوب کشور تاجیکستان جای دارد و مرکز این ناحیه، جماعت دَنغَره است.
بر پایهٔ آمار سال ۲۰۰۸ میلادی، این ناحیه ۷۷٫۶۷۲ نفر جمعیت داشته‌است.
محمد غایب (غایبوف) یکی از شاعران و نویسندگان شناخته شدهٔ تاجیکستان است که در سال ۱۹۵۴ م در یکی از روستاهای ناحیه دنغره به دنیا آمد.

## تقسیمات
جماعت‌های این ناحیه بشرح زیر است:
- سیبستان
- سنگ‌توده
- لاهور
- آق‌سو
- کاریز
- پوشنگ
- لاله‌زار
- شریپاو